# Pakistanische Cricket-Nationalmannschaft in England in der Saison 1974
Die Tour der pakistanischen Cricket-Nationalmannschaft nach England in der Saison 1974 fand vom 25. Juli bis zum 3. September 1974 statt. Die internationale Cricket-Tour war Bestandteil der Internationalen Cricket-Saison 1974 und umfasste drei Tests und zwei ODIs. Pakistan gewann die ODI-Serie 2–0, während die Test-Serie 0–0 unentschieden endete.

## Vorgeschichte
England spielte zuvor eine Tour gegen Indien, für Pakistan war es die erste Tour der Saison.
Das letzte Aufeinandertreffen der beiden Mannschaften bei einer Tour fand in der Saison 1972/73 in Pakistan statt.

## Stadien
Die folgenden Stadien wurden für die Tour als Austragungsort vorgesehen.
| Stadion                  | Stadt      | Kapazität | Spiele  |
| ------------------------ | ---------- | --------- | ------- |
| Edgbaston Cricket Ground | Birmingham | 24.803    | 2. ODI  |
| Headingley Stadium       | Leeds      | 17.000    | 1. Test |
| The Oval                 | London     | 23.500    | 3. Test |
| Lord’s Cricket Ground    | London     | 30.000    | 2. Test |
| Trent Bridge             | Nottingham | 15.350    | 1. ODI  |

## Kaderlisten
Die beiden Mannschaften benannten die folgenden Kader.
| Test | Test | ODI | ODI |
| England | Pakistan | England | Pakistan |
| --- | --- | --- | --- |
| - Mike Denness (K) - Dennis Amiss - Geoff Arnold - John Edrich - Keith Fletcher - Tony Greig - Mike Hendrick - Alan Knott (wk) - David Lloyd - Chris Old - Derek Underwood - Bob Willis | - Intikhab Alam (K) - Asif Iqbal - Asif Masood - Imran Khan - Majid Khan - Mushtaq Mohammad - Sadiq Mohammad - Sarfraz Nawaz - Shafiq Ahmed - Wasim Raja - Wasim Bari (wk) - Zaheer Abbas | - Mike Denness (K) - Geoff Arnold - John Edrich - Keith Fletcher - Tony Greig - Alan Knott (wk) - Peter Lever - David Lloyd - Chris Old - Mike Smith - Bob Taylor (wk) - Derek Underwood - Bob Willis | - Intikhab Alam (K) - Asif Iqbal - Asif Masood - Imran Khan - Majid Khan - Mushtaq Mohammad - Sadiq Mohammad - Sarfraz Nawaz - Wasim Bari (wk) - Wasim Raja - Zaheer Abbas |

## Tests

### Erster Test in Leeds
| 25. – 30. Juli Scorecard | Leeds | Pakistan 285 (101.5) & 179 (68.1) | – | England 183 (72) & 238-6 (107) |
|                          |       | Remis                             |   |                                |

Pakistan gewann den Münzwurf und entschied sich als Schlagmannschaft zu beginnen.

### Zweiter Test in London
| 8. – 13. August Scorecard | London (Lord’s) | Pakistan 130-9d (44.5) & 226 (97.5) | – | England 270 (105) & 27-0 (10) |
|                           |                 | Remis                               |   |                               |

Pakistan gewann den Münzwurf und entschied sich als Schlagmannschaft zu beginnen.

### Dritter Test in London
| 22. – 27. August Scorecard | London (Oval) | Pakistan 600-7d (165.3) & 94-4 (30) | – | England 545 (225.4) |
|                            |               | Remis                               |   |                     |

Pakistan gewann den Münzwurf und entschied sich als Schlagmannschaft zu beginnen.

## One-Day Internationals

### Erstes ODI in Nottingham
| 31. August Scorecard | Nottingham | England 244-4 (50/50)          | – | Pakistan 246-3 (42.5/50) |
|                      |            | Pakistan gewinnt mit 7 Wickets |   |                          |

England gewann den Münzwurf und entschied sich als Schlagmannschaft zu beginnen. Als Spieler des Spiels wurde Majid Khan ausgezeichnet.

### Zweites ODI in Birmingham
| 3. September Scorecard | Birmingham | England 81-9 (35/35)           | – | Pakistan 84-2 (18/35) |
|                        |            | Pakistan gewinnt mit 8 Wickets |   |                       |

Pakistan gewann den Münzwurf und entschied sich als Feldmannschaft zu beginnen. Als Spieler des Spiels wurde Asif Masood ausgezeichnet.